# Varrimento laser

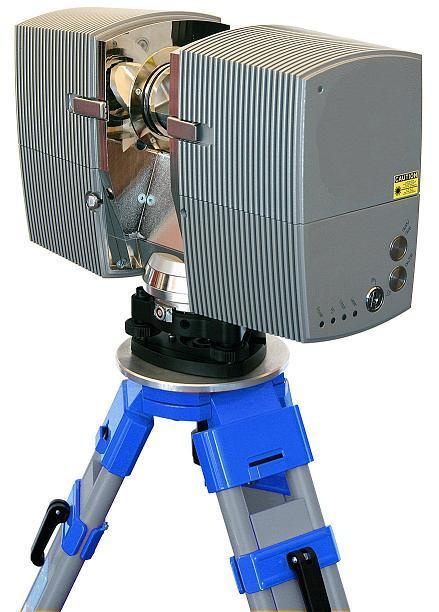
Laser scanner

Varrimento laser, frequentemente referido pelo termo em inglês laser scanning, é uma tecnologia de medição e digitalização remota 3D de alta precisão. Permite executar levantamentos tridimensionais/bidimensionais traduzidos na realização de projetos de especial complexidade técnica.
Esta tecnologia vem revolucionar os métodos tradicionais de levantamento, permitindo um aumento de precisão, detalhe e redução de erros e custos.
Com a capacidade de melhorar o processo de projeto e reduzir os erros de recolha de dados torna uma alternativa atraente para as técnicas tradicionais de levantamentos locais.
Os sistemas de medição a laser 3D são aplicáveis nos domínios do planejamento digital de fábricas, instalações industriais, arquitetura, patrimônio imóvel, infra-estruturas, proteção dos monumentos históricos, engenharia, arqueologia, paisagismo, realidade virtual, forenses, mapeamento de imagens e muito mais. 

## Exemplo
Baseado no princípio da transmissão da luz laser. O ambiente é iluminado ponto por ponto e a luz refletida do objeto é detectada. Com a ajuda do chamado método da diferença de fase, podem ser determinados os seguintes valores, independente das condições de luz prevalecentes:      
- Valores de Distância (distância do objeto)
- Valores de Refletância (refletividade do objeto)

Valores de distância e refletância são medidos pelo mesmo receptor ao mesmo tempo, por  forma a que correspondam diretamente a um ponto único no espaço (correspondência pixel por pixel).     
A cada ponto medido pode também ser atribuído um valor angular horizontal e vertical nas coordenadas XYZ.   
Todos os dados adquiridos desta forma são diretamente atribuídos a um ponto específico para que os resultados sejam representados numa imagem de distância (escala de cinzas ou código de cores), de refletância ou combinados naquilo a que se chama uma nuvem de pontos 3D.    
1. ↑  «Sistema de varrimento laser para caracterização tridimensional de objectos». Universidade do Porto - Escola de Verão de Física. Consultado em 31 de dezembro de 2022